# Yuka Ichiguchi
Yuka Ichiguchi (3 de julho de 1992) é uma jogadora de softbol japonesa, que joga na posição de interbase.

## Carreira
Ichiguchi compôs o elenco da Seleção Japonesa de Softbol Feminino nos Jogos Olímpicos de Verão de 2020 em Tóquio, onde se consagrou campeã com a conquista da medalha de ouro.